# 반동초등학교
반동초등학교는 대한민국 경상남도 창원시 마산합포구 구산면 반동리에 있는 공립 초등학교이다.

## 연혁
- 1940년 4월 1일 반동공립심상소학교 개교
- 1941년 4월 1일 반동공립국민학교 교명 변경
- 1982년 3월 1일 원전분교 편입
- 1988년 3월 1일 옥계분교 편입
- 1996년 3월 1일 반동초등학교 개칭
- 1997년 3월 1일 구복분교장 통합
- 1999년 3월 1일 옥계분교장, 욱곡분교장, 원전분교장 통합
- 2018년 9월 1일 제32대 최미숙 교장 부임
- 2020년 3월 4일 제75회 졸업장수여식(졸업생 총수 5,615명)

## 참고 자료
- 반동초등학교 - 한국교육학술정보원 학교알리미